# 뉴턴의 냉각 법칙
뉴턴의 냉각법칙(Newton's law of cooling)은 물체가 냉각되는 비율은 물체와 그 주위의 온도차에 비례한다는 법칙이다. 이 법칙은 그 온도차가 작을 때에만 성립한다.
뜨겁거나 차가운 물체를 공기 중에 놓아두면 물체의 온도는 공기의 온도와 같아진다. 만약 공기의 온도가 0도라면, 물체의 온도가 낮아지는 비율은 물체의 온도가 50도일때보다 100도일 때가 두배나 더 빨라진다. 이 법칙에 따르면 서로 닿아 있는 두 물체의 온도차가 클수록, 온도가 높은 물체의 온도가 더 빠르게 내려간다. 또 두 물체의 온도차가 아주 크면 처음에는 빠른 속도로 온도차가 줄지만 얼마뒤엔 서서히 줄어든다. 따라서 같은 온도가 되는데에는 처음 예상시간보다 훨씬 더 많은 시간이 걸리게 된다.

## 같이 보기
- 히트파이프
- 비오트 수
- 음펨바 효과